# Station Promenade (MRT Singapur)

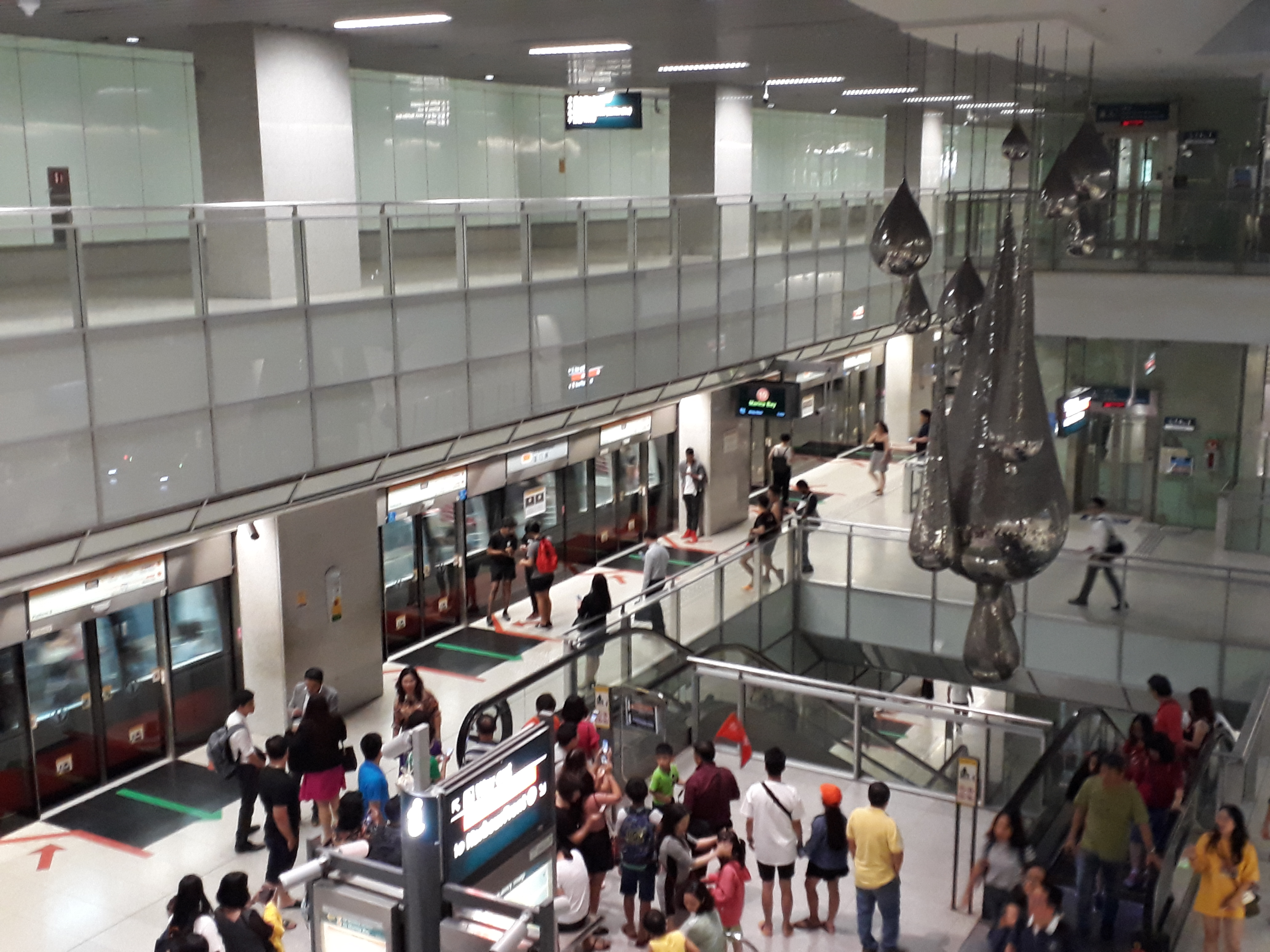
Promenade MRT Station Bahnsteig

Die MRT-Station Promenade ist eine Tunnel-Station der Linien Downtown Line und Circle Line in Downtown Core, Singapur. An dieser Station zweigt die Circle Line in zwei Routen ab, ähnlich wie an der Tanah Merah. Die erste Route, die Circle Line Extension, führt über die Bayfront zur Marina Bay. Die zweite Route ist die Hauptroute, die zur Dhoby Ghaut über die Bras Basah und die Esplanade führt.
Mit dem Bau der Downtown-Line-Bahnsteige unterhalb der Circle-Line-Bahnsteige ist diese Station die zweittiefste Station im gesamten MRT-Netz nach der MRT-Station Bencoolen (43 Meter). Die tiefste Plattform befindet sich in einer Tiefe von 42 Meter unter der Erdoberfläche, wo sich der Bahnsteig für die Züge der Downtown Line befindet, die zur MRT-Station Bukit Panjang fahren.
Zu den Annehmlichkeiten in der Nähe zählen Suntec City, Singapore Flyer, Marina Bay Sands, der Marina Square, der Youth Olympic Park und The Float@Marina Bay.

## Geschichte
Bevor die Station gebaut wurde, hieß sie vorläufig Millenia. Die Namensrechte für Millenia liefen jedoch 2005 aus und der Name wurde daher als Promenade ausgewählt, was das Erbe der Region widerspiegelt. Während des Baus der MRT-Station Promenade für die Circle Line am 25. März 2003 wurde der Abschnitt der Rochor Road (von ECP nach Suntec City) neu ausgerichtet. Am 27. November 2003 wurde auch die Temasek Avenue neu ausgerichtet.
Die Station wurde am 17. April 2010 zusammen mit dem Rest der Stufen 1 und 2 der Circle Line eröffnet. Am 14. Januar 2012 wurde die Circle Line Extension eröffnet und diese Station wurde zum Austausch für die Erweiterung. Am 22. Dezember 2013 wurde dieser Bahnhof zum Verkehrsknotenpunkt mit der Downtown Line.

## Art in Transit
Im Circle-Line-Teil der Station hängen riesige Tropfen von Discokugeln von der Decke. Dieses Kunstwerk ist von: phunk und trägt den Titel „Träume in einer sozialen kosmischen Odyssee“.
Auf den Bahnsteigen der Downtown Line des Bahnhofs ist ein Kunstwerk zu sehen, das die Gründe für die Geschichte, Kultur, das Wachstum und die Entwicklung Singapurs darstellt. Es ist "Earthcake" von Ana Prvacki.